# Il Musichiere

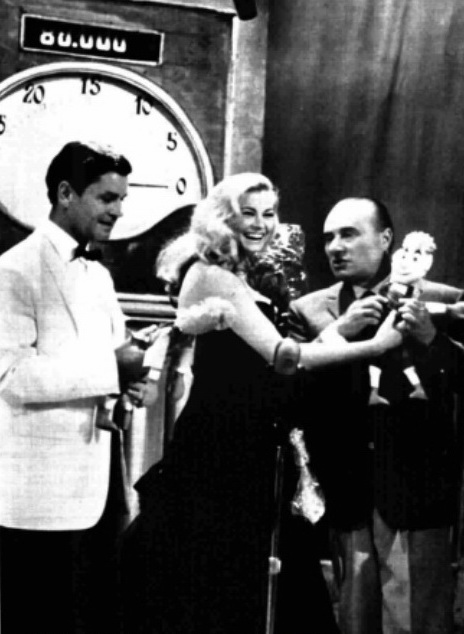
Mario Riva (à droite) avec les invités Anthony Steel et Anita Ekberg en 1958.

Il Musichiere était un jeu télévisé italien adapté de l'émission américaine Name That Tune. Il était transmis sur Rai 1 de 1957 à 1960, se terminant avec la mort prématurée de son animateur Mario Riva. L'émission réalisée par Antonello Falqui a duré 90 épisodes et était diffusée le samedi soir aux heures de grande écoute.

## Description
La durée de l'émission était d'une heure, généralement avec le même format que l'émission américaine consistant à nommer des mélodies pour gagner de l'argent avec une vedette hebdomadaire invitée à chanter. L'orchestre était dirigé par Gorni Kramer et l’assistante de Riva était Marilù Tolo. Parmi les chanteurs réguliers figurent Nuccia Bongiovanni (it)  et Johnny Dorelli.
Parmi les invités célèbres figurent Mina, Lorella De Luca, Totò, Marcello Mastroianni, Fausto Coppi, Dalida, Adriano Celentano, Gino Bartali, Gary Cooper, Jayne Mansfield, Perry Como, Jacques Tati et Louis Armstrong.
Un magazine dérivé, Il Musichiere, publié par Mondadori, est issu du programme. Il inclut un flexi-disque de musique inédit avec chaque numéro. Le spectacle a également conduit à la réalisation de deux « Festival del Musichiere » en 1959 et 1960 et à un film, Domenica è sempre domenica.